# Recht op huisvesting
Het recht op huisvesting is het economische, sociale en culturele recht op behoorlijke huisvesting en onderdak. Het wordt erkend in sommige nationale grondwetten, waaronder die van Nederland, en in de Universele Verklaring van de Rechten van de Mens en het Internationaal Verdrag inzake economische, sociale en culturele rechten.

## Definitie
Huisvesting is een mensenrecht. Het recht op huisvesting is erkend in een aantal internationale mensenrechteninstrumenten. Artikel 25 van de Universele Verklaring van de Rechten van de Mens erkent het recht op huisvesting als onderdeel van het recht op een behoorlijke levensstandaard. Er staat dat: 
Een ieder heeft recht op een levensstandaard die toereikend is voor de gezondheid en het welzijn van zichzelf en zijn gezin, met inbegrip van voedsel, kleding, huisvesting en medische zorg en noodzakelijke sociale diensten, en het recht op zekerheid in geval van werkloosheid, ziekte, handicap, weduwschap, ouderdom of ander gebrek aan levensonderhoud in omstandigheden buiten zijn wil.
Artikel 11, lid 1, van het Internationaal Verdrag inzake economische, sociale en culturele rechten (ICESCR) garandeert ook het recht op huisvesting als onderdeel van het recht op een behoorlijke levensstandaard.
In de internationale mensenrechtenwetgeving wordt het recht op huisvesting beschouwd als een op zichzelf staand recht. Dit werd verduidelijkt in de General Comment nr. 4 van 1991 over adequate huisvesting van het VN-Comité voor economische, sociale en culturele rechten. De algemene opmerking geeft een gezaghebbende interpretatie van het recht op huisvesting in juridische termen onder internationaal recht.

De Jogjakarta-beginselen over de toepassing van internationale mensenrechtenwetgeving in relatie tot seksuele geaardheid en genderidentiteit bevestigen dat: 
eenieder recht heeft op adequate huisvesting, met inbegrip van bescherming tegen uitzetting, zonder discriminatie, en dat staten a) alle noodzakelijke wettelijke, bestuursrechtelijke en andere maatregelen zullen nemen om een vaste aanstelling en toegang tot betaalbare, bewoonbare, toegankelijke, cultureel passende en veilige huisvesting, met uitzondering van schuilplaatsen en andere noodopvang, zonder discriminatie op grond van seksuele geaardheid, genderidentiteit of materiële of gezinsstatus; b) alle noodzakelijke wetgevende, administratieve en andere maatregelen nemen om de uitvoering van uitzettingen die niet in overeenstemming zijn met hun internationale mensenrechtenverplichtingen te verbieden, en ervoor zorgen dat er adequate en effectieve juridische of andere passende rechtsmiddelen beschikbaar zijn voor een persoon die beweert dat een recht op bescherming tegen gedwongen uitzettingen is geschonden of dreigt te worden geschonden, waaronder het recht op hervestiging, waaronder het recht op alternatief land van betere of gelijke kwaliteit en op adequate huisvesting, zonder discriminatie.
Het recht op huisvesting is ook verankerd in artikel 28 van het Verdrag inzake de rechten van personen met een handicap, artikel 16 van het Europees Sociaal Handvest (artikel 31 van het herziene Europees Sociaal Handvest) en in het Afrikaans Handvest voor de rechten van de mens en de volkeren. Volgens het VN-Comité voor Economische, Sociale en Culturele Rechten omvatten aspecten van het recht op huisvesting onder ICESCR: rechtszekerheid van ambtstermijn; beschikbaarheid van diensten, materialen, faciliteiten en infrastructuur; betaalbaarheid; bewoonbaarheid; toegankelijkheid; locatie en culturele geschiktheid. Als politiek doel werd het recht op huisvesting verklaard in de toespraak van FD Roosevelt in 1944 over de Tweede Bill of Rights.
Het TENLAW-project bood een efficiëntere kans aan internationaal en interdisciplinair onderzoek op het gebied van huisvesting en vastgoed. Het creëerde op 11 juli 2013 de eerste huisvestingsleerstoel aan de universiteit Rovira i Virgili (Tarragona, Spanje), wat mogelijkheden opende voor onderzoek en verspreiding op dit gebied.

## VN Habitat
Het recht op adequate huisvesting was een centraal thema tijdens de Habitat-bijeenkomst in Istanboel in 1996 en een hoofdthema in de Istanbul-Conventie en de Habitat-agenda. Paragraaf 61 van de agenda identificeert de stappen die regeringen moeten nemen om "de volledige en geleidelijke verwezenlijking van het recht op adequate huisvesting te bevorderen, te beschermen en te verzekeren". De Habitat-bijeenkomst van 2001, bekend als Istanboel +5, herbevestigde de Istanboel-overeenkomst en de Habitat-agenda van 1996 en stelde het VN-programma voor menselijke nederzettingen vast om het recht op huisvesting te bevorderen, in samenwerking met het Bureau van het Hoog Commissariaat voor de Mensenrechten. Bekend als UN-HABITAT, is het programma het belangrijkste internationale forum voor het recht op huisvesting. Het is belast met het promoten van huisvestingsrechten door middel van bewustmakingscampagnes en het ontwikkelen van benchmarks en monitoringsystemen.

## Implementaties

### Nederland
Er zijn (anno 2022) in Nederland grote tekorten aan betaalbare huizen. Dit is in strijd met de Nederlandse grondwet (artikel 22) en door Nederland ondertekende verdragen als de UVRM en de EVRM. Bij demonstraties van de actiegroep Woonopstand tegen het gebrek aan woonruimte in Nederland, greep de politie hard, en volgens mensenrechtendeskundigen disproportioneel in.
In principe zijn in Nederland huizen te bouwen voor onder de 100.000 euro, als de kosten voor de bouwgrond buiten beschouwing gelaten worden. De schaarste aan bouwgrond maakt dat de huizenprijzen sterk toenemen en dat daarmee woonruimte buiten bereik komt van Nederlanders met een laag inkomen. Daarmee is dit probleem oplosbaar.

### Canada
In Canada werd het recht op huisvesting wettelijk verankerd met de goedkeuring van de National Housing Strategy Act op 21 juni 2019. De wet trad in werking op 9 juli 2019.

### Zuid-Afrika
In Zuid-Afrika bepaalt sectie 26 van hoofdstuk twee van de grondwet dat "iedereen recht heeft op toegang tot adequate huisvesting". Het Department of Human Settlements is belast met de uitvoering van dit mandaat. Op basis van recente gegevens wonen nog steeds ongeveer 3,6 miljoen Zuid-Afrikanen in hutjes of informele nederzettingen (gegevens uit 2013), terwijl naar schatting ongeveer 200.000 mensen dakloos zijn of op straat leven (gegevens uit 2015).

### Verenigde Staten
De meeste rechtsgebieden in de Verenigde Staten hebben geen recht op onderdak. Een uitzondering is Massachusetts, waar gezinnen (maar geen daklozen) wel recht hebben op onderdak. In Californië hebben weggelopen kinderen het recht om zonder toestemming van de ouders in noodopvang te worden opgenomen. De stad New York erkent ook het recht op noodopvang.